# Mack Swain
Pour les articles homonymes, voir Swain.
Mack Swain est un acteur et réalisateur américain, né le 16 février 1876 à Salt Lake City (Utah) et mort le 25 août 1935 à Tacoma (État de Washington). Il est notamment connu pour ses nombreux rôles dans les films de Chaplin, parmi lesquels La Ruée vers l'or, où il interprète Big Jim.

## Biographie

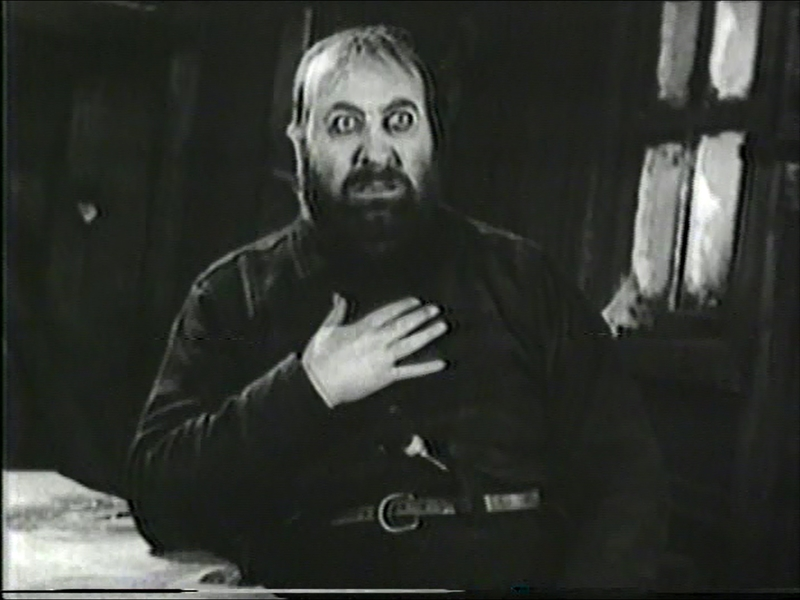
Dans La Ruée vers l'or (1925)

De son vrai nom Moroni Swain, Mack Swain a d'abord été un acteur de vaudeville avant de débuter en 1913 à la Keystone de Mack Sennett. Mesurant 1,88 m et pesant plus de 120 kg, on le reconnaît aisément dans les nombreux seconds rôles qui sont les siens auprès de Mabel Normand ou de Charlie Chaplin. Rapidement, il incarne le personnage d'Ambroise (Ambrose) en partenariat avec Chester Conklin.
Lorsque Henry Lehrman quitte Keystone pour fonder la L-KO Kompany, Mack Swain suit ce dernier en 1918 poursuivant la série des Ambroise. Lié d'amitié avec Charlie Chaplin, il tourne avec lui à la First National à partir de 1921. Il restera célèbre pour son rôle de Big Jim McKay dans La Ruée vers l'or (The Gold Rush) en 1925.
Il meurt d'insuffisance cardiaque le 25 août 1935. Il possède une étoile sur le Hollywood Walk of Fame.

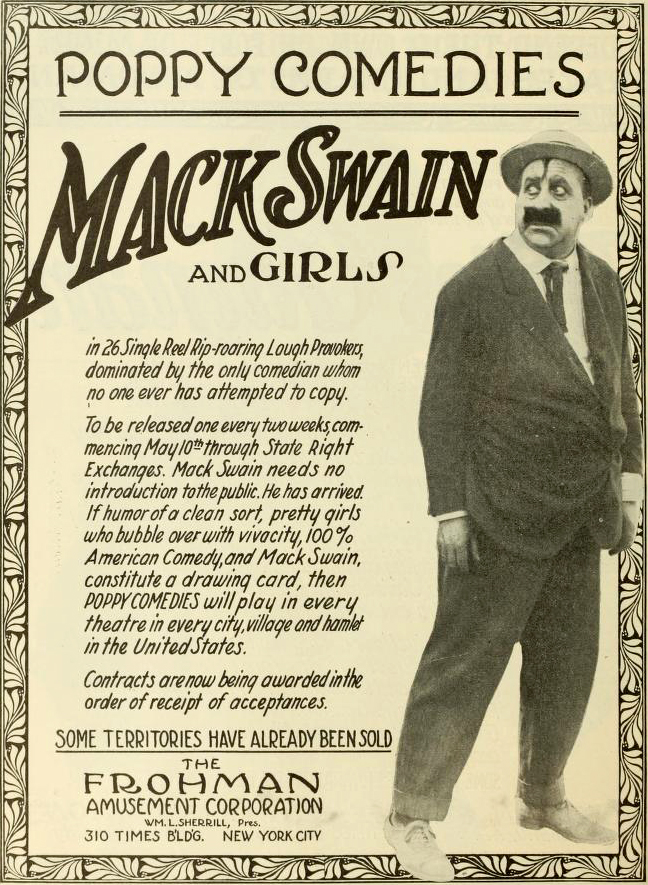
Mack Swain (1919)

## Filmographie

### Comme acteur

#### Avec la Keystone
- 1913 : Idylle vaseuse (A Muddy Romance) : surveillant de parc
- 1913 : Fatty policeman (Fatty Joins the Force) : un policier (non crédité)
- 1914 : A Missing Bride
- 1914 : A False Beauty : un policier
- 1914 : A Dark Lover's Play
- 1914 : A Robust Romeo
- 1914 : Love and Gasoline
- 1914 : Mabel au volant (Mabel at the Wheel) de Mabel Normand et Mack Sennett : Spectateur aux courses
- 1914 : Charlot garçon de café (Caught in a Cabaret) : Tough patron / Party guest
- 1914 : A Gambling Rube
- 1914 : Caught in the Rain : Le marié
- 1914 : Madame Charlot (A Busy Day) : Le marié
- 1914 : Mabel's Nerve
- 1914 : The Fatal Mallet : Autre Rival
- 1914 : Charlot et Fatty dans le ring (The Knockout) de Charles Avery : Gambler
- 1914 : Charlot et le Mannequin (Mabel's Married Life) de et avec Charlie Chaplin et Mabel Normand : Wellington, a Ladykiller
- 1914 : The Eavesdropper
- 1914 : Caught in Tights
- 1914 : Love and Bullets
- 1914 : A Rowboat Romance (en)
- 1914 : Charlot dentiste (Laughing Gas) : Patient
- 1914 : Those Happy Days
- 1914 : Hello, Mabel (en)  de Mabel Normand : A married flirt
- 1914 : Charlot et Mabel aux courses (Gentlemen of Nerve) : Mr. Walrus
- 1914 : Charlot déménageur (His Musical Career) : Mike, le collègue de Charlot
- 1914 : His Trysting Place : Ambrose
- 1914 : Le Roman comique de Charlot et Lolotte (Tillie's Punctured Romance) de Mack Sennett : John Banks, le père de Tillie
- 1914 : Fatty's Wine Party
- 1914 : The Sea Nymphs de Fatty Arbuckle
- 1914 : His Halted Career
- 1914 : Among the Mourners
- 1914 : Leading Lizzie Astray : In from the Mines
- 1914 : Charlot et Mabel en promenade (Getting Acquainted) : Ambrose
- 1914 : Other People's Business
- 1914 : Charlot nudiste (His Prehistoric Past) de et avec Charlie Chaplin : King Lowbrow
- 1914 : Ambrose's First Falsehood : Ambrose
- 1914 : The Fatal Hansom
- 1914 : The Sea Nymphs de Fatty Arbuckle
- 1914 : Gussle, the Golfer : Golfer
- 1915 : Saved by the Wireless
- 1915 : Amour, Vitesse et Fanfreluches (Love, Speed and Thrills) de Mack Sennett : Ambrose
- 1915 : Le Neveu de Fatty (en) : Ambrose Schnitz
- 1915 : Caught in a Park : Bartender
- 1915 : Hogan's Romance Upset (en) de Charles Avery : Fight Spectator
- 1915 : Ye Olden Grafter
- 1915 : The Home Breakers
- 1915 : Willful Ambrose : Pa (Ambrose)
- 1915 : Ambrose's Sour Grapes : Ambrose, the First Twin's Ex-Boyfriend
- 1915 : From Patches to Plenty
- 1915 : Ambrose's Little Hatchet : Ambrose
- 1915 : Ambrose's Fury : Ambrose
- 1915 : Ambrose's Lofty Perch : Ambrose
- 1915 : Ambrose's Nasty Temper : Ambrose
- 1915 : A Human Hound's Triumph
- 1915 : Mabel Lost and Won
- 1915 : A Home Breaking Hound
- 1915 : When Ambrose Dared Walrus : Ambrose
- 1915 : Our Dare Devil Chief
- 1915 : The Battle of Ambrose and Walrus : Ambrose
- 1915 : The Best of Enemies
- 1915 : Fatty and the Broadway Stars
- 1916 : Ambroise millionnaire (A Modern Enoch Arden ) de Clarence G. Badger et  Charles Avery : Ambroise, l'avocat
- 1916 : A Movie Star : Handsome Jack, a screen hero
- 1916 : Love Will Conquer
- 1916 : His Auto Ruination
- 1916 : By Stork Delivery
- 1916 : His Bitter Pill : A Big Hearted Sheriff
- 1916 : Ambrose's Cup of Woe : Ambrose
- 1916 : Madcap Ambrose : Ambrose
- 1916 : His Wild Oats
- 1916 : Vampire Ambrose : Ambrose
- 1916 : Ambrose's Rapid Rise : Ambrose
- 1916 : Safety First Ambrose : Ambrose
- 1917 : His Naughty Thought
- 1917 : Oriental Love
- 1917 : Thirst
- 1917 : Lost: A Cook
- 1917 : The Late Lamented
- 1917 : The Pullman Bride : The Chosen One

#### Avec la L-KO
- 1918 : Ambrose's Icy Love : Ambrose
- 1918 : Home Run Ambrose
- 1918 : Ambrose, the Lion Hearted : Ambrose
- 1918 : Ambrose and His Widow : Ambrose
- 1918 : Sherlock Ambrose : Ambrose
- 1918 : Adventurous Ambrose : Ambrose
- 1919 : Heroic Ambrose : Ambrose Schnitz
- 1919 : Daddy Ambrose : Ambrose
- 1919 : Money Talks
- 1919 : Ambrose's Day Off : Ambrose
- 1919 : Foxy Ambrose : Ambrose
- 1920 : Innocent Ambrose : Ambrose Schnitz

#### À partir de 1921
- 1921 : Charlot et le Masque de fer (The Idle Class) de Charlie Chaplin : le Père
- 1922 : Jour de paye (Pay Day) de Charlie Chaplin : le chef d'équipe
- 1923 : Rough and Ready
- 1923 : Le Pèlerin (The Pilgrim) de Charlie Chaplin : Deacon
- 1923 : This Way Out
- 1923 : Backfire
- 1923 : Pitfalls of a Big City
- 1925 : La Ruée vers l'or (The Gold Rush) de Charlie Chaplin : Big Jim McKay
- 1925 : L'Aigle noir (The Eagle) de Clarence Brown : l'aubergiste
- 1926 : Raymond s'en va-t-en guerre (Hands Up!) de Clarence G. Badger : Silas Woodstock
- 1926 : Le Torrent de Monta Bell : Don Matías
- 1926 : Sea Horses d'Allan Dwan : Bimbo-Bomba
- 1926 : The Cohens and Kellys de Harry A. Pollard
- 1926 : Kiki de Clarence Brown : Pastryman
- 1926 : Ukulele Sheiks
- 1926 : Une riche veuve (Footloose Widows) de Roy Del Ruth
- 1926 : Honesty – The Best Policy (en) de Chester Bennett et Albert Ray : Bendy Joe
- 1926 : Le Neurasthénique (en) (The Nervous Wreck) de Scott Sidney : Jerome Underwood
- 1926 : Étoile par intérim (Her Big Night) de Melville W. Brown : Myers
- 1926 : Whispering Wires (en) d'Albert Ray : Cassidy
- 1927 : L'Étrange Aventure du vagabond poète (The Beloved Rogue) d'Alan Crosland : Nicholas
- 1927 : See You in Jail (en) de Joseph Henabery : Slossom
- 1927 : The Shamrock and the Rose (en) de Jack Nelson : Mr Kelly
- 1927 : The Tired Business Man (en) d'Allen Dale : Mike Murphy
- 1927 : Mockery de Benjamin Christensen : Mr Gaidaroff
- 1927 : Finnegan's Ball (en) de James P. Hogan : Patrick Flannigan
- 1927 : La Petite Vendeuse (My Best Girl) de Sam Taylor : le Juge
- 1927 : La Vendeuse des galeries (Becky) de John P. McCarthy : Irving Spiegelberg
- 1927 : A Texas Steer de Richard Wallace : Bragg
- 1927 : The Girl from Everywhere d'Edward F. Cline
- 1927 : Love in a Police Station
- 1928 : Gentlemen Prefer Blondes de Malcolm St. Clair : Sir Francis Beekman
- 1928 : Tillie's Punctured Romance de A. Edward Sutherland : le père de Tillie
- 1928 : The Girl from Nowhere
- 1928 : Caught in the Fog (en) de Howard Bretherton : Détective Ryan
- 1929 : Marianne de Robert Z. Leonard : Général
- 1929 : Le Dernier Avertissement (The Last Warning) de Paul Leni : Robert
- 1929 : Cohen et Kelly aux bains de mer (The Cohens and Kellys in Atlantic City) de William James Craft : Mr Kelly
- 1929 : Le Signe sur la porte (The Locked Door) de George Fitzmaurice : Propriétaire de l'hôtel
- 1930 : Redemption de Fred Niblo : Magistrat
- 1930 : Le Démon de la mer (The Sea Bat) de Lionel Barrymore et Wesley Ruggles : Dutchy
- 1930 : Cleaning Up
- 1930 : Soup to Nuts (en) de Benjamin Stoloff (non crédité)
- 1931 : Finn and Hattie de Norman Taurog et Norman Z. McLeod : Le Bottin
- 1931 : Stout Hearts and Willing Hands
- 1931 : The Great Junction Hotel
- 1931 : The Wide Open Spaces
- 1932 : Lighthouse Love
- 1932 : The Midnight Patrol (en) de Christy Cabanne
- 1932 : The Engineer's Daughter; or, Iron Minnie's Revenge
- 1932 : Up Popped the Ghost
- 1935 : Bad Boy de John G. Blystone

### Comme réalisateur
- 1920 : Innocent Ambrose